# بروكس وليامز (لاعب كرة قدم أمريكية)
بروكس وليامز (بالإنجليزية: Brooks Williams)‏ هو لاعب كرة قدم أمريكية أمريكي، ولد في 7 ديسمبر 1954 في بالتيمور في الولايات المتحدة، وتوفي في 25 يناير 2008.